# Golfe-Juan

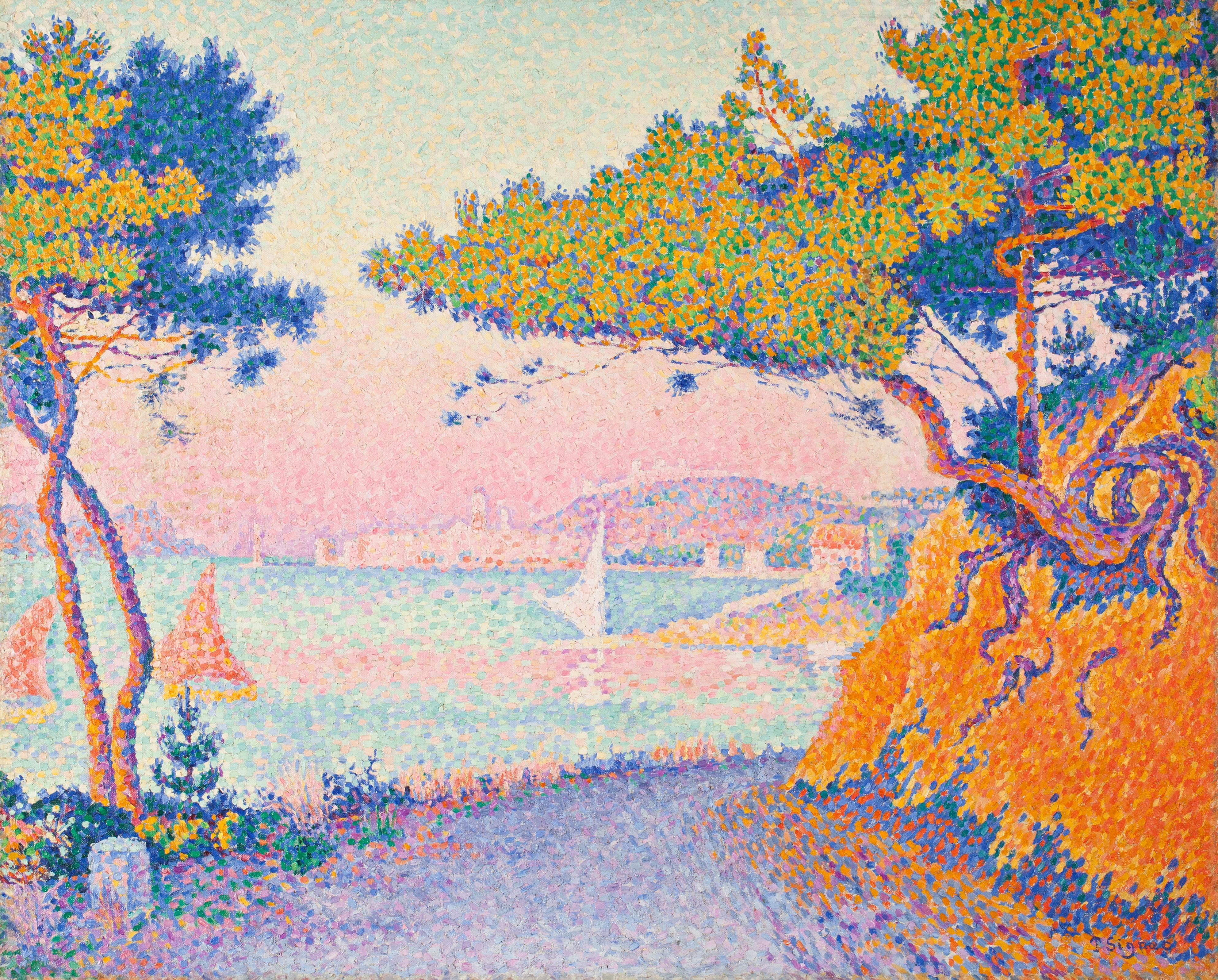
Golfe-Juan pintado por Paul Signac a finales del.

Golfe-Juan (occitano: Lo Gorg Joan, Lo Golfe Joan) es un destino turístico costero en la Costa Azul de Francia. El marcado carácter local de Golfe-Juan viene indicado por la existencia de un gentilicio, "Golfe-Juanais", que se aplica a sus habitantes.
Desde Golfe-Juan se divisan las islas Lérins, un grupo de cinco islas. Durante la Guerra de los Treinta Años, España estuvo en posesión de las islas y construyó o reedificó cuatro fortalezas en la isla Santa Margarita.
Golfe-Juan pertenece a la comuna de Vallauris, en el distrito de Grasse del departamento de Alpes Marítimos, que a su vez pertenece a la región de Provenza-Alpes-Costa Azul de Francia. El área es servida por la estación de tren de Golfe-Juan Vallauris.
Está situado entre Cannes y Antibes, a unos 5 km de ambas y a 20 km del Aeropuerto Internacional de Niza-Costa Azul.
El 1 de marzo de 1815, Napoleón Bonaparte desembarcó en Golfe-Juan con 600 hombres después de haber escapado del exilio en la isla de Elba. Su regreso a París, que se celebra por la Ruta de Napoleón, y la campaña que llevó a su última derrota en la batalla de Waterloo se conocen como los Cien Días.
Golfe-Juan es también el nombre de una pintura puntillista de Paul Signac (1863-1935), un neo-impresionista francés en 1896.

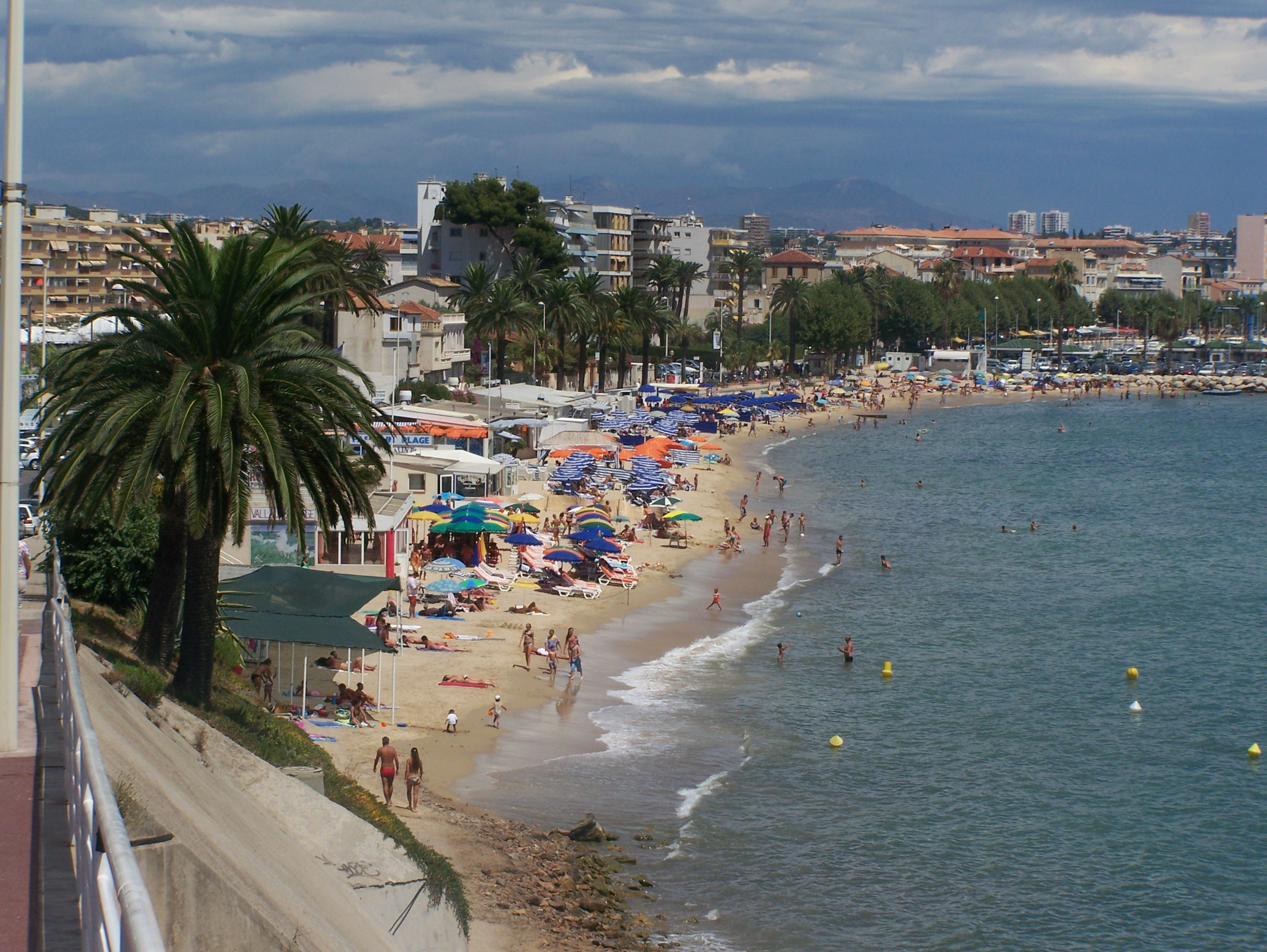
Bahía de Golfe-Juan

## Monumentos
- Busto de Napoleón I.
- Iglesia de Saint-Pierre.